# Suteki na Yume Miyou ne
«Suteki na Yume Miyou ne» es el quinto sencillo lanzado por la cantante japonesa Hayami Kishimoto en junio del año 2004.

## Canciones
1. «Suteki na Yume Miyou ne»
2. «Kimi Dake no Love Song»
3. «Feint»
4. «Suteki na Yume Miyou ne» (instrumental)